# Морская терраса Монплезира
Морская терраса — памятник архитектуры. Расположен в Петергофе, в восточной части Нижнего парка.
Искусственную насыпь, укреплённую кирпичами и валунами, начали строить в 1714 году. В 1721—1722 годах по краю было сделано ограждение, деревянная балюстрада, а саму террасу вымостили разноцветными голландскими клинкерными кирпичами, уложенными в геометрический узор. Терраса была продлена от Монплезира до шлюза для обустройства аллеи для игры в малибан, балюстрады аллей были объединены в 1730-е годы. В 1748—1749 годах балюстраду установили и со стороны Банного флигеля.
В 1760 году в западной части была сделана гранитная пристань по проекту Я. Дмитриева. В 1771 году перед Монплезиром была сделана выступающая в залив деревянная площадка. В 1787—1788 годах деревянную площадку заменили на каменную, выстланную мрамором, а балюстраду сделали заново из пудостского известняка.
В 1941—1944 годах на террасе находился немецкий дот, часть балюстрады и отмостки была уничтожена. В 1956 году балюстраду отреставрировали, в 1970 году восстановили узорчатое мощение.
На 2015 год на террасе установлены три скульптуры:
- бронзовый Нептун, отлитый в 1716 году на Московском литейном заводе М. Арнольтом (вероятно, по рисунку Петра I). Фигура близка по исполнению к деревянной скульптуре, «наивна». Первая светская статуя, сделанная в России. Впервые Нептун установлен на террасе в 1930 году, во время войны статуя была эвакуирована, вернулась на место в 1947 году. Гранитный пьедестал прямоугольного сечения с профилированным карнизом был сделан во второй половине XVIII века в Академии художеств, до 1930 года использовался в Елагином дворце. Во время войны стоял на месте и был повреждён, позднее отреставрирован[3].
- Беломраморные «Лето» и «Амфитрита» были сделаны неизвестным итальянцем в первой половине XVIII века. К середине века они стояли у Большого Меншиковского дворца в партере Нижнего сада, были привезены в Петергоф в 1926 году, с 1928 года были установлены в партере Верхнего сада Петергофа. С 1929 года «Лето» использовали для украшения фонтана восточного Квадратного пруда; предположительно входящая в тот же комплект аллегорий времён года статуя «Весна» находится в собрании Эрмитажа. Во время войны статуи были закопаны, извлечены в ноябре 1944 года, после реставрации с 1947 года установлены на террасу[4]. Пьедесталы, на которых стоят статуи, тоже были привезены из Ораниенбаума в 1926 году, с того же года они стояли на террасе, были повреждены во время войны и отреставрированы в 1947 году. Пьедесталы квадратного сечения, база и карниз профилированы, на гранях прорезаны восьмиугольные рамки[5].

В 1981 году на террасе стояла скульптура Екатерина II (она же Флора; мрамор, скульптор — кто-то из круга Ф. Шубина), она упоминается в ансамбле террасы в документе о постановке на охрану 2001 года. Скульптура была перенесена в Екатерининский корпус, во флигеле которого будущая императрица жила в свою бытность великой княгиней.

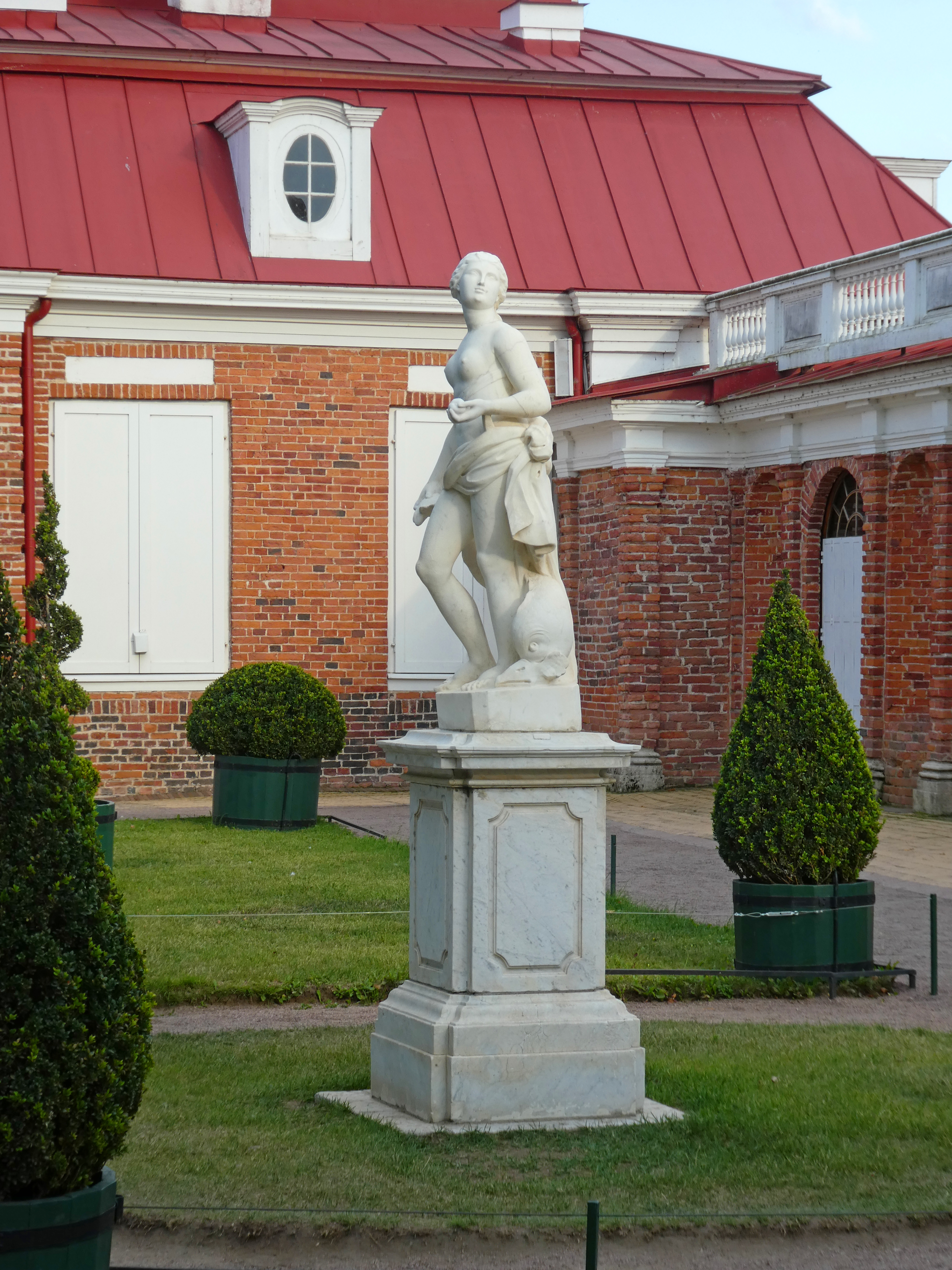
Амфитрита
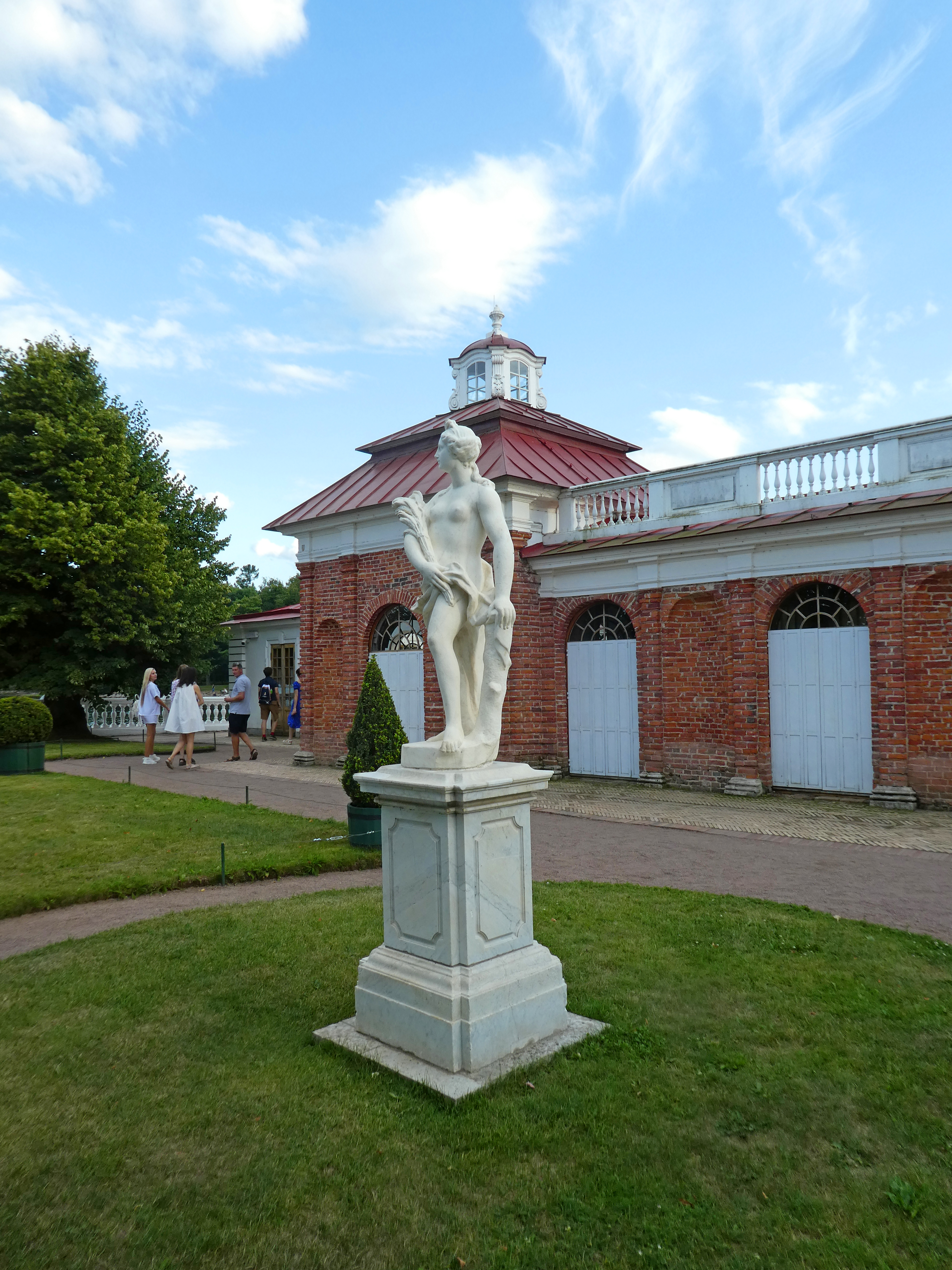
Лето
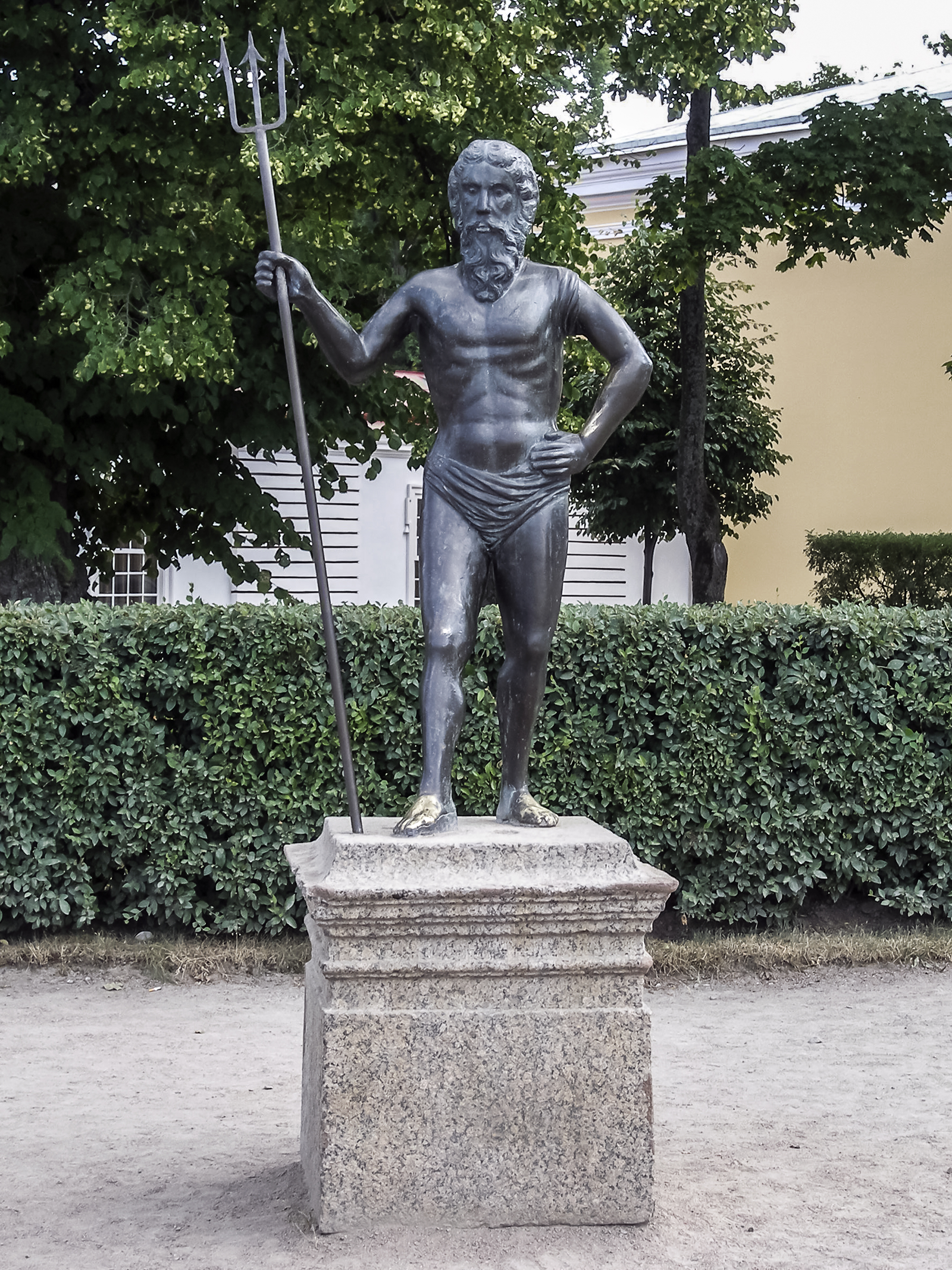
Нептун